# Bisfenol A
Bisfenol A (BPA) é um composto orgânico sintético usado na produção de diversos tipos de plásticos. É solúvel na maioria dos solventes orgânicos, mas pouco solúvel em água.  O BPA é produzido em escala industrial através da reação de condensação do fenol com a acetona, e sua produção global está estimada em 10 milhões de toneladas em 2022. A maior aplicação do BPA é como um comonômero na produção de policarbonatos (~65%), seguida pela fabricação de resinas epóxi (~30%). O restante é usado principalmente como estabilizante e antioxidante na fabricação de PVC, além de ser matéria-prima em retardantes de chama.
Os efeitos do BPA na saúde têm sido objeto de prolongado debate público e científico. O BPA é um xenoestrógeno, isto é, uma substância que interfere no funcionamento do sistema endócrino pois apresenta propriedades semelhantes ao estrogênio. Sendo considerado um disruptor endócrino, o BPA pode provocar efeitos na saúde humana, mesmo em baixas concentrações. O composto é encontrado em muitos materiais e produtos comuns, como o revestimento interno de latas de alimentos, produtos têxteis, recibos de compras e brinquedos.
Os efeitos do BPA na saúde humana foram estudados por órgãos públicos de saúde em muitos países, assim como pela Organização Mundial da Saúde. Embora os níveis de exposição estejam abaixo do nível de risco atualmente estabelecido pelas agências regulatórias, várias jurisdições tomaram medidas para reduzir a exposição com base no princípio da precaução. Em particular, a proibição do BPA em mamadeiras diminuiu a exposição de bebês ao BPA. Plásticos livres de BPA (BPA-free) feitos com bisfenóis alternativos, como bisfenol S e bisfenol F, foram introduzidos no mercado, mas também há controvérsias sobre seus efeitos na saúde.
Desde 2008, países como Estados Unidos e Canadá começaram a restringir o uso de BPA em produtos infantis. Em 2010, alguns países da União Europeia, como Dinamarca, França e Suécia, proibiram o uso de BPA em embalagens alimentares. Desde então, outros países, como China (2011), Japão (2012) e Austrália (2012), também proibiram o seu uso em produtos infantis. No Brasil a ANVISA proibiu a fabricação e importação de mamadeiras que contenham BPA em sua composição em 2011, diminuindo a exposição de lactentes ao composto.

## História
A síntese do bisfenol A foi descoberta em 1891 pelo químico russo Aleksandr Dianin. Em 1934, químicos da da I.G. Farbenindustrie relataram o acoplamento entre o BPA e epicloridrina. Posteriormente, resinas e revestimentos derivados de materiais semelhantes foram descritos por trabalhadores das empresas DeTrey Freres na Suíça e Devoe e Raynolds nos EUA, promovendo o desenvolvimento de resinas epóxi, estimulando a produção de BPA em larga escala. A produção de BPA foi impulsionada ainda mais com o desenvolvimento de plásticos policarbonatos pela Bayer e General Electric. Esses plásticos entraram em circulação em 1958, sendo produzidos pela Mobay, General Electric e Bayer.
O efeito do BPA no sistema endócrino já vinha sendo estudado no início da década de 1930, e o bioquímico britânico Edward Charles Dodds avaliou-o como um estrogênio artificial. Trabalhos subsequentes determinaram que o BPA se ligava aos receptores de estrogênio dezenas de milhares de vezes mais fracamente do que o estradiol, o principal hormônio sexual feminino. Dodds eventualmente desenvolveu um composto estruturalmente semelhante, o dietilestilbestrol (DES), que foi usado como um fármaco estrogênico sintético em mulheres e animais até que foi proibido devido ao seu risco de causar câncer. A proibição do uso de DES em seres humanos veio em 1971 e em animais, em 1979. O BPA nunca foi usado como um fármaco e seus usos se restringiram à fabricação de plásticos.
Em 2003, o consumo anual de BPA nos EUA era de 856 mil toneladas,  sendo 72% usados na fabricação de policarbonatos e 21% de resinas epóxi.[ligação inativa] Nos Estados Unidos, o BPA é fabricado pela Bayer MaterialScience, Dow Chemical Company, SABIC Innovative Plastics (antes GE Plastics), Hexion Specialty Chemicals e Sunoco Chemicals. Em 2004, essas empresas produziram pouco mais de 1 milhão de toneladas do BPA, em comparação com 7.260 toneladas em 1991.[carece de fontes?] Menos de 5% do BPA produzido nos Estados Unidos é utilizado em aplicações de contato com alimentos.

## Produção
A síntese de Dianin, desenvolvida há mais de 130 anos, ainda é amplamente utilizada na produção do BPA sem grandes alterações. Essa síntese consiste na condensação de dois equivalentes de fenol com acetona (por isso bisfenol A), liberando um equivalente de água (H2O). A reação é catalisada por um ácido forte, como o ácido clorídrico, ácido sulfúrico ou um catalisador sólido ácido. Para garantir a condensação completa e limitar a formação de subprodutos como o composto de Dianin, geralmente é utilizado um grande excesso de fenol. A produção do BPA é relativamente barata devido à grande economia atômica da reação de síntese e à facilidade de obtenção dos materiais de partida através do processo do cumeno. Em 2022,  a produção global e foi estimada em 10 milhões de toneladas.
Embora a adição de acetona geralmente ocorra na posição para em ambos os fenóis, no entanto pequenas quantidades de isômeros orto-para e orto-orto também são produzidos, juntamente com vários outros subprodutos. Essas impurezas podem estar presentes em amostras comerciais de BPA.

## Propriedades
O BPA é um composto orgânico que pertence ao grupo dos derivados do difenilmetano. Embora tenha um ponto de fusão alto, ele pode ser facilmente dissolvido em uma ampla gama de solventes como tolueno, etanol e acetato de etila. Para purificar o composto, é possível utilizar a técnica de recristalização em ácido acético com água. Durante a cristalização, os cristais formam-se no grupo espacial monoclínico P 21/n (onde n indica o plano de transflecção), com moléculas individuais de BPA arranjadas em um ângulo de torção de 91,5% entre os anéis de fenol. Dados espectroscópicos estão disponíveis no AIST.

## Usos e aplicações

### Policarbonatos

Monômero constituinte do policarbonato de bisfenol A

Cerca de 65-70% de todo o bisfenol A é utilizado para fabricar plásticos policarbonatos, cuja massa consiste em quase 90% de BPA. A polimerização é realizada através de uma reação com fosgênio, conduzida sob condições bifásicas; o ácido clorídrico é eliminado com base aquosa. Este processo converte as moléculas individuais de BPA em grandes cadeias poliméricas.

### Resinas epóxi e vinil-éster
Cerca de 25-30% de todo o BPA é usado na fabricação de resinas epóxi e resinas vinil-éster. Para a resina epóxi, é primeiro convertido em éter diglicídico do bisfenol A (geralmente abreviado BADGE ou DGEBA), através de uma reação com epicloridrina em meio básico.
O produto (BADGE) ainda pode ser utilizado na fabricação de resinas éster-vinil através da reação com ácido metacrílico para formar bis-GMA. Alternativamente, e em menor grau, o BPA pode ser etoxilado e, em seguida, convertido em seus derivados de diacrilato e dimetacrilato (bis-EMA, ou EBPADMA). Estes produtos podem ser incorporados em baixos níveis em resinas éster-vinil, alterando suas propriedades físicas, para aplicação em resinas dentárias e selantes.

### Outros usos

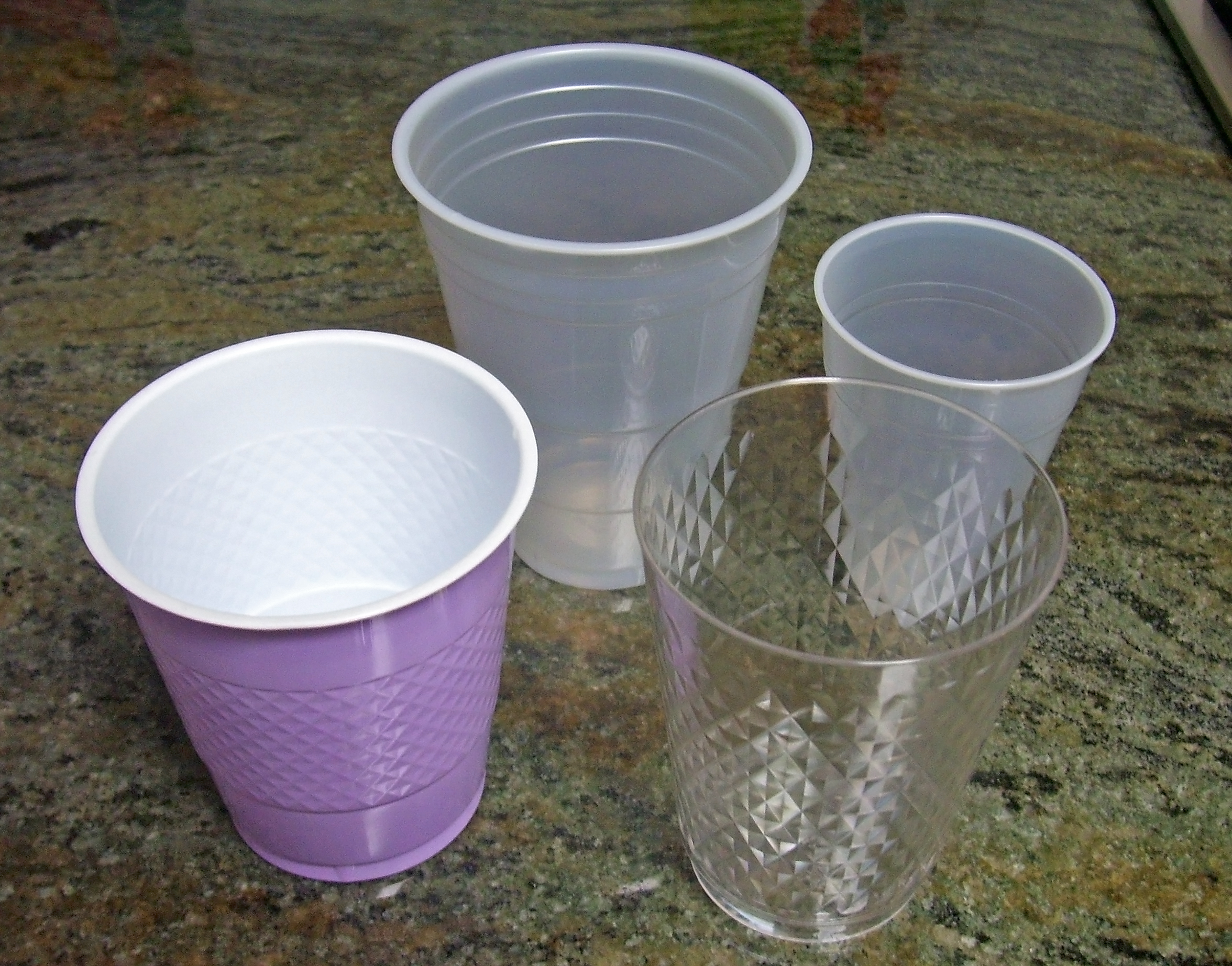
Copos de plástico também podem possuir bisfenol em sua composição, porém em menores quantidades.

Os 5% restantes do BPA são usados em uma ampla gama de aplicações, muitas das quais envolvem plástico. BPA é um componente importante de vários plásticos de alto desempenho, a produção destes é baixa em comparação com outros plásticos, mas ainda está na escala de produção de milhares de toneladas por ano. Quantidades comparativamente menores de BPA também são usadas como aditivos ou modificadores em alguns plásticos commodities (tais quais o polietileno, polipropileno, poliestireno e PVC). Esses materiais são comuns, mas o teor de de BPA em sua composição é baixo.

#### Plásticos:

##### Componente majoritário
- Os policianuratos podem ser produzidos a partir do BPA através do seu éster de cianato (BADCy).[50] Este é formado por uma reação entre o BPA e o brometo de cianogênio.[51] Exemplos incluem BT-Epoxy, que é uma das várias resinas usadas na produção de placas de circuito impresso.
- Polieterimidas como Ultem podem ser produzidas a partir de BPA através do deslocamento de um grupo nitro de bisnitroimidas apropriadas.[52][53] Estes plásticos termoplásticos de poli-imidas têm a resistência excepcional a dano mecânico, térmico e químico. Eles são usados em dispositivos médicos e outros instrumentos de alto desempenho.
- As polibenzoaxinas podem ser produzidas a partir de vários fenóis, incluindo o BPA.[54][55]
- As polissulfonas podem ser produzidas a partir de BPA e 4,4’-diclorodifenilsulfona (DCDPS) formando poli(sulfona bisfenol A) (PSF). É usado como uma alternativa de alto desempenho ao policarbonato.[50][56]
- As resinas fenol-formaldeído de bisfenol-A, utilizadas na produção de laminados melamínicos de alta pressão.[50]

##### Componente minoritário
- O BPA pode ser incorporado em espumas de poliuretano seus derivados como extensores de cadeia de segmento duro, particularmente em materiais viscoelásticos.[57][58]
- O PVC pode conter BPA por diversos motivos. O BPA é usado às vezes como um antioxidante em ftalatos,[59] que são extensivamente usados como plastificantes para PVC. O BPA também tem sido usado como um antioxidante para proteger estabilizadores de calor sensíveis usados no PVC. O éter diglicídico do bisfenol A (BADGE) é usado como um sequestrante de ácidos, particularmente em dispersões de PVC, como organosóis ou plastisóis,[60][61] que são usados como revestimentos para o interior de latas de alimentos, bem como estampas de roupas em alto relevo usando técnicas específicas como a serigrafia ou vinil de transferência de calor.[15]
- BPA é usado em retardantes de chama usados em plásticos.[62] A bromação do BPA forma o tetrabromobisfenol A (TBBPA), principalmente usado como um componente reativo de polímeros, o que significa que é incorporado na cadeia principal do polímero. É usado para preparar policarbonatos resistentes ao fogo, substituindo certa quantidade de bisfenol A. TBBPA de menor qualidade está presente em resinas epóxi usadas em placas de circuito impresso. O TBBPA também é convertido em tetrabromobisfenol A-bis(2,3- dibromopropil éter) (TBBPA-BDBPE) que pode ser usado como retardante de chama em polipropileno. O TBBPA-BDBPE não é ligado quimicamente ao polímero e pode ser lixiviado, isto é, migrar para o ambiente.[63] O uso desses compostos está diminuindo devido às restrições aos retardantes de chama bromados. A reação do BPA com cloreto de fosforila e fenol forma o difosfato de bisfenol A (BADP), que é usado como retardador de chama líquido em algumas misturas poliméricas de alto desempenho, como misturas de policarbonato/ABS.[64]

#### Outras Aplicações

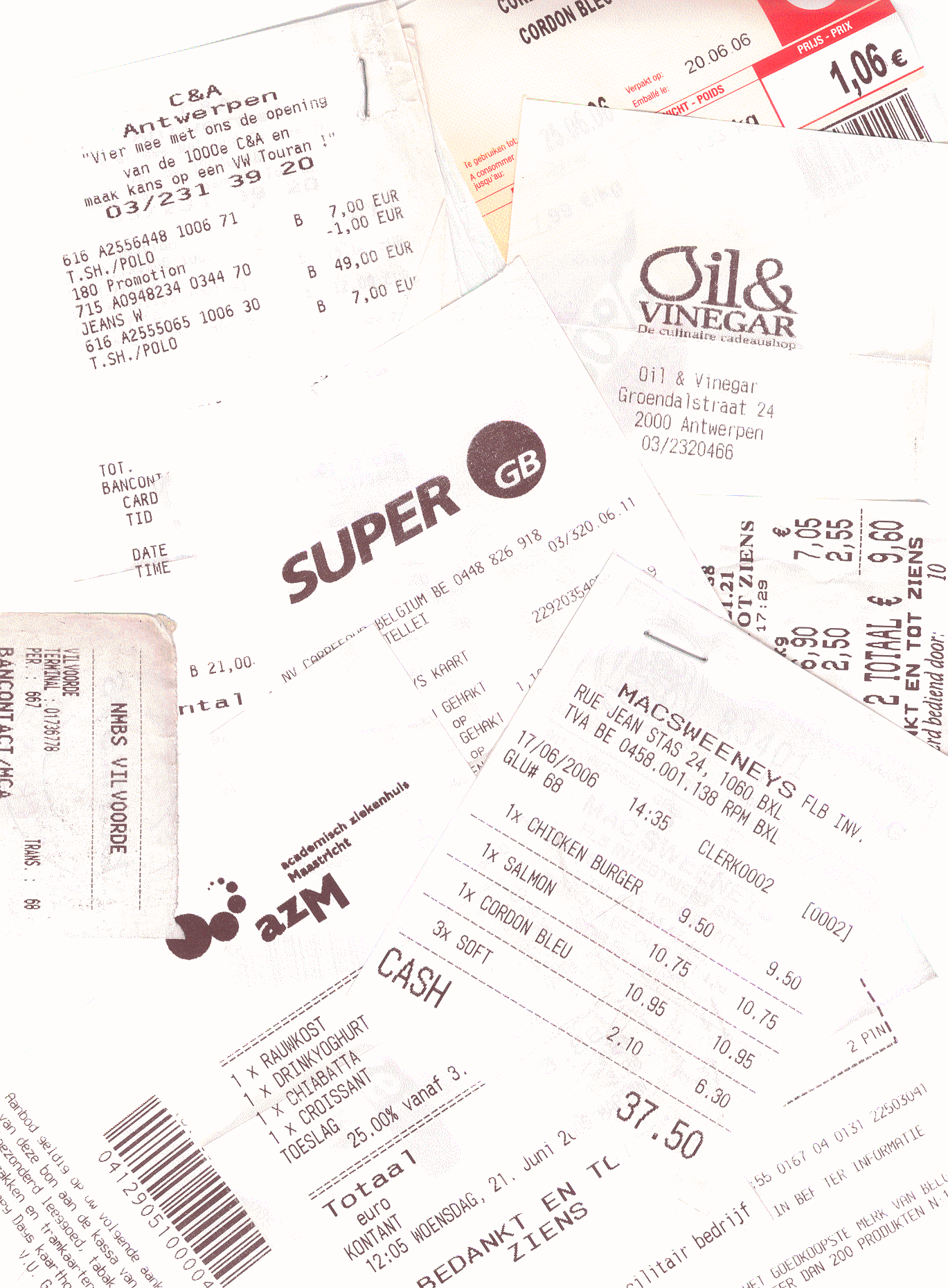
Papéis térmicos também são um dos responsáveis pela exposição humana ao BPA

- BPA é usado como um antioxidante em fluidos de freio.[65]
- BPA é usado como um agente de desenvolvimento em papel térmico (recibos de loja).[16]
- Os produtos de papel reciclado também podem conter BPA,[66] embora isso possa depender de como é reciclado. A remoção da tinta (deinking) pode eliminar 95% do BPA, porém se esse processo não for realizado, o BPA permanece nas fibras, e o papel é geralmente reciclado em papelão ondulado.[5]
- O BPA etoxilado encontra menor uso como 'agente nivelador' na galvanoplastia.
- Derivados do BPA estão sendo investigados como fármacos, como o EPI-001 e seus derivados.[67]

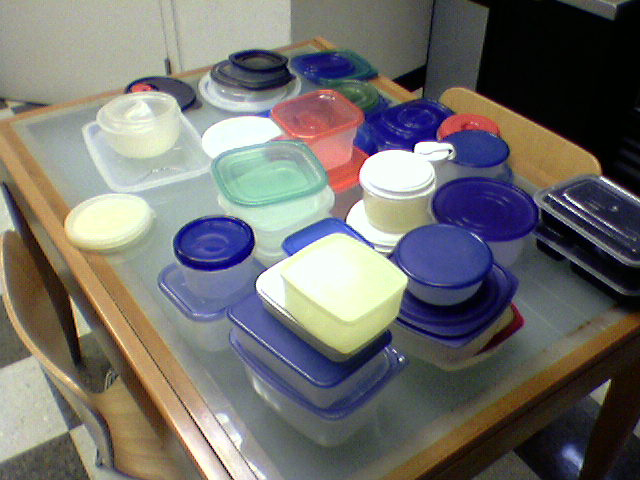
Formas de plástico podem conter BPA

### Produtos que podem conter BPA no Brasil
No Brasil, os fabricantes são obrigados por lei a informarem "ostensiva e adequadamente, a presença de Bisfenol A (BPA) nas embalagens e rótulos de produtos que contenham essa substância em sua composição" desde o início de 2011.
Por precaução, a importação e fabricação de mamadeiras que contenham Bisfenol A está proibida desde janeiro de 2012 conforme a Resolução RDC n.41/2011. No entanto, para outros produtos de plástico "o BPA ainda é permitido, mas a legislação estabelece limite máximo de migração específica desta substância para o alimento que foi definido com base nos resultados de estudos toxicológicos."
Produtos livres de BPA (BPA-free) podem conter outros tipos de bisfenol que, assim como o BPA, podem apresentar efeitos nocivos à saúde mediante a exposição.

## Substitutos do Bisfenol A
Preocupações com os efeitos do BPA na saúde levaram alguns fabricantes a substituí-lo por outros bisfenóis, como o bisfenol S e o bisfenol F. Estes compostos são produzidos de maneira semelhante ao BPA, substituindo a acetona por outras cetonas, que sofrem reações de condensação análogas. Preocupações de saúde também foram levantadas sobre esses substitutos.
| Fórmula estrutural | Nome                  | CAS       | Reagentes   | Reagentes           |
| ------------------ | --------------------- | --------- | ----------- | ------------------- |
| Bisphenol AF       | Bisfenol AF           | 1478-61-1 | Fenol       | Hexafluoroacetona   |
| Bisphenol F        | Bisfenol F            | 620-92-8  | Fenol       | Formaldeído         |
| Bisphenol S        | Bisfenol S            | 80-09-1   | Fenol       | Trióxido de enxofre |
| Bisphenol Z        | Bisfenol Z            | 843-55-0  | Fenol       | Ciclohexanona       |
|                    | Tetrametil bisfenol F | 5384-21-4 | 2,6-xilenol | Formaldeído         |

## Efeitos sobre a saúde
Os efeitos do Bisfenol A (BPA) na saúde têm sido objeto de um longo debate público e científico, com a PubMed listando mais de 16.000 artigos científicos até 2022. Estudos iniciais na década de 1930 mostraram que o BPA afeta o sistema endócrino e foi avaliado como um estrogênio artificial pelo bioquímico britânico Edward Charles Dodds. O BPA foi identificado como uma substância de alta prioridade para a avaliação de risco à saúde humana. Um estudo da Food and Drug Administration (FDA) de 2010 levantou preocupações quanto à exposição de fetos, bebês e crianças pequenas ao BPA. De acordo com o Greenpeace, é uma substância com graves riscos para a saúde.
A maior parte dos estudos está relacionada à atividade do BPA como um desregulador do sistema endócrino, embora possa interagir com outros sistemas receptores, causando danos ao fígado, interrupção da função pancreática de células-β, perturbações hormonais na tireoide e promoção da obesidade.  Essas interações são consideradas fracas, mas a exposição ao BPA é efetiva ao longo da vida, levando à preocupação com efeitos potencialmente cumulativos. Estudar este tipo de interação com baixas doses e a longo prazo é difícil e, embora tenham havido estudos numerosos, existem discrepâncias consideráveis em suas conclusões a respeito dos efeitos observados assim como dos níveis em que ocorrem.
Uma crítica comum é que os testes financiados pela indústria tendem a mostrar o BPA como sendo mais seguro do que os estudos realizados por laboratórios acadêmicos ou governamentais, embora isso também tenha sido explicado em termos de estudos financiados pela indústria sendo melhor projetados. Os autores que alegam a superioridade dos estudos financiados pela indústria estão vinculados a órgãos regulatórios e/ou empresas químico-farmacêuticas.
Embora o BPA apresente toxicidade aguda muito baixa, como indicado pela sua DL50 de 4 g/kg (em ratos). os relatórios indicam que ele é um irritante menor para a pele, embora menos do que o fenol. Em 2015, com base em dados de um estudo de toxicidade reprodutiva multigeracional em ratos, foi estabelecida uma ingestão diária tolerável temporária (t-TDI) de 4 µg/kg de peso corporal por dia foi estabelecida pelo Painel da Autoridade Europeia para a Segurança Alimentar (EFSA) sobre Materiais de Contato com Alimentos, Enzimas Aromatizantes e Auxiliares de Processamento. Com base na incerteza científica e nos resultados de um estudo do Programa Nacional de Toxicologia (NTP), a EFSA está atualmente reavaliando este t-TDI.

### Exposição
Devido à presença do BPA em plásticos e outros materiais comuns, a maioria das pessoas é frequentemente exposta a vestígios do composto. A principal fonte de exposição humana é através de alimentos, uma vez que epóxi e PVC são usados para revestir o interior de latas de alimentos para evitar a corrosão do metal. Os recipientes de bebidas de policarbonato também são uma fonte de exposição relevante, embora a maioria das garrafas de bebidas descartáveis seja feita de PET, que não contém BPA. Entre as fontes não alimentares, as rotas de exposição incluem poeira, papel térmico, roupas, materiais odontológicos e dispositivos médicos.
Embora a exposição ao BPA seja comum, sua acumulação no corpo é pequena, uma vez que estudos toxicocinéticos mostram que a meia-vida biológica do BPA em humanos adultos é de cerca de duas horas. Após a exposição e absorção, o corpo converte o BPA em compostos mais solúveis em água via glucuronidação ou sulfatação. Então, esses derivados são removidos do corpo através da urina. Isso permite que a exposição seja facilmente determinada por testes de urina, facilitando o biomonitoramento do composto em populações.

### Farmacologia

Sobreposição de estradiol, o principal hormônio sexual feminino em humanos (verde) e BPA (roxo). A relação estrutura-atividade permite que o BPA imite os efeitos do estradiol e de outros estrógenos.

Descobriu-se que o BPA interage com uma gama diversificada de receptores hormonais, tanto em humanos quanto em animais. O composto se liga a ambos os receptores nucleares de estrogênio (ERs), ERα e ERβ. O BPA pode apresentar tanto um efeito semelhante ao estrogênio, quanto assumir um papel de antagonista do hormônio, indicando que é ou um modulador seletivo do receptor do estrogênio (SERM), ou um agonista parcial do ER. Apesar disso, ele é de 1000 a 2000 vezes menos potente que o estradiol, o principal hormônio sexual feminino em humanos.
Em altas concentrações o BPA também se liga como um antagonista ao receptor de andrógenos (RA). Além da ligação ao receptor, verificou-se que o composto afeta a esteroidogênese de celulas de Leydig, incluindo a expressão de 17α-hidroxilase/17,20 liase e aromatase, e interfere na interação receptor-ligante do hormônio luteinizante (LH).
O bisfenol A interage com o receptor gama relacionado ao estrogênio (ERR-γ). Este receptor órfão (sem ligante endógeno conhecido) se comporta como um ativador constitutivo da transcrição. BPA parece se ligar fortemente a ERR-γ (constante de dissociação = 5,5 nm), mas apenas fracamente ao RE. A ligação do BPA ao ERR-γ preserva a sua atividade constitutiva basal. O composto pode igualmente protegê-lo da desativação do SERM 4-hydroxitamoxifeno (afimoxifeno). Esse pode ser o mecanismo pelo qual o BPA atua como xenoestrogênio. A distribuição da expressão de ERR-γ em diferentes partes do corpo pode ser responsável pelas variações do efeito do bisfenol A. Verificou-se também que o BPA atua como agonista do receptor de estrogênio acoplado à proteína G (GPER/GPR30).

### Disruptor endócrino
O bisfenol A é um disruptor endócrino que pode estar relacionado a patogênese de várias doenças. Em 2009 a Endocrine Society divulgou comunicado científico expressando preocupação com a exposição humana corrente ao BPA. Nesta revisão da literatura, os autores argumentam que disruptores endócrinos (incluindo o BPA) apresentam efeitos tanto no sistema reprodutor feminino quanto no sistema reprodutor masculino.
De acordo com o relatório de 2008 do Programa Nacional de Toxicologia (NTP) dos EUA, a atual exposição humana ao BPA é de "alguma preocupação" para efeitos no desenvolvimento da próstata e cérebro e para efeitos comportamentais em fetos, bebês e crianças. Mais recentemente, a Agência Europeia dos Produtos Químicos (ECHA) identificou o BPA como uma "substância de grande preocupação" devido às suas propriedades de reprotoxicidade e desregulação endócrina.

#### Síndrome do Ovário Policístico
Os efeitos do Bisfenol como disruptor endócrino podem estar relacionados à patogênese da síndrome do ovário policístico (SOP). Esses efeitos potencialmente são transferidos de maneira epigenética para as filhas de mães que foram expostas ao BPA.
O BPA parece desregular a produção do hormônio liberador de gonadotropinas (GnRH) - note-se que ao nível da glândula pituitária (hipófise), produtos químicos industriais (incluindo-se o BPA), por si só, foram capazes de perturbar a liberação de gonadotrofinas. Consequentemente, tais distúrbios, conforme se viu acima em Causas relacionadas a desordens endócrinas, encontram-se na raiz da Síndrome do Ovário Policístico - SOP, até mesmo porque a produção exarcebada do hormônio liberador de gonadotropinas (GnRH) desequilibra a produção do Hormônio luteinizante (LH) em proporção superior à do Hormônio Folículo Estimulante (FSH). Este aumento do Hormônio luteinizante (LH) seria o estimulador da superprodução de andrógenos, fato que se agrega à produção exagerada de androgênios pelos ovários.
Gestantes expostas ao BPA podem apresentar um desequilíbrio hormonal que pode aumentar as chances de que o feto, no caso de ser do sexo feminino, desenvolva a síndrome do ovário policístico (SOP). Além disso, observa-se que mulheres adultas já diagnosticadas com SOP podem sofrer um agravamento da sintomatologia típica da síndrome acaso entrem em contato com disruptores endócrinos como o BPA.[carece de fontes?]

#### Funcionamento da tireóide
Estudo de 2007 concluiu que o BPA bloqueia os receptores do hormônio da tireóide.

#### Sistema reprodutor e comportamento sexual
Estudos de 2009 apontam para anomalias do ovário e efeitos carcinogênicos por exposição durante períodos pré-natais críticos de diferenciação, alteração permanente dos mecanismos hipotalâmicos estrógeno-dependentes que organizam o comportamento sexual da fêmea de ratos exposta no período neonatal, disfunção sexual masculina referida por adultos que trabalham com BPA.
Pesquisa realizada em 2010 demonstrou que o BPA aumenta o risco de disfunções sexuais masculinas, reduz a concentração e qualidade do sêmen, segundo estudo publicado na revista “Fertility and Sterility”. A pesquisa foi realizada durante cinco anos com 514 operários que trabalhavam em fábricas da China.

### Outros efeitos
Em 2007 um painel do National Institutes of Health, nos EUA, demonstrou "alguma preocupação" sobre o efeito do BPA sobre o desenvolvimento cerebral e comportamento de fetos e bebês. Estudo com primatas da Yale School of Medicine observou interferência do BPA em conexões celulares do cérebro vitais para a memória, aprendizagem e humor. Hiperatividade, déficit de atenção e aumento da sensibilidade a drogas de abuso resultam do aumento da atividade mesolímbica da dopamina potencialmente causada pelo mimetismo da atividade estrogênica pelo BPA.
Estudo de 2008 concluiu que a exposição neonatal ao BPA pode afetar o comportamento ligado ao dimorfismo sexual no adulto. Também em 2008 conclui-se que o BPA afeta, mesmo em nanodosagem, o processo da memória, porque altera a potenciação a longo prazo do hipocampo.[carece de fontes?]
O BPA é considerado tóxico para o fígado e os rins (após exposição prolongada) e tem uma classificação harmonizada na União Europeia (UE) como tóxico para a reprodução.
Estudo de 2009 baseado em experimentos com ser humanos e dados epidemiológicos reforça a hipótese de que a exposição fetal ao composto seja uma das causas subjacentes do aumento do câncer de mama nos últimos 50 anos.
Estudo in vitro de 2007 mostrou aumento permanente de tamanho da próstata com concentrações de BPA usualmente encontradas no soro humano.

## Toxicologia

### Toxicocinética
O BPA é absorvido e metabolizado de forma diferente em humanos e roedores. Em humanos, uma dose única é rapidamente excretada pela urina após a completa metabolização hepática do BPA para o glucuronídeo de BPA, enquanto o sulfato do BPA é um metabólito minoritário. Em roedores, o BPA sofre recirculação entero-hepática, o que resulta em uma clearance mais lenta e um tempo de meia-vida mais longo do BPA livre. O BPA livre é o composto tóxico, e a capacidade de conjugação é importante na avaliação do risco. Fetos e recém-nascidos podem ser mais sensíveis ao BPA devido à sua incapacidade de glucuronidar o BPA de forma eficaz e à redução da depuração.

### Toxicidade
Estudos epidemiológicos mostraram associações estatisticamente significativas entre a exposição ao BPA e doenças coronárias, distúrbios reprodutivos e alterações comportamentais em jovens do sexo feminino. No entanto, de acordo com o painel da EFSA estudos transversais não permitem estabelecer relações causais. Estudos in vitro e in vivo demonstraram mecanismos endócrinos potencialmente relevantes mediados pelo BPA, mas não há um modo de ação claramente definido para o BPA em baixas doses. Não é possível avaliar a relevância toxicológica dos efeitos do BPA descritos, e eles não podem ser considerados na derivação da ingestão diária aceitável. O Painel da EFSA não considerou este efeito adverso reprodutível.
Doses elevadas de BPA, acima de 5 mg/kg de peso corporal por dia, podem ter efeitos semelhantes aos observados com outras substâncias estrogênicas. Alguns efeitos também foram relatados em exposições a baixas doses de BPA, que podem não estar relacionados com os receptores hormonais clássicos. O BPA tem uma afinidade fraca por esses receptores, mas pode ter efeitos por meio de outras vias de sinalização. No entanto, devido à falta de evidências claras e falhas no desenho dos experimentos, não é possível concluir se as alterações bioquímicas e moleculares observadas têm impacto na saúde humana. Não se pode avaliar a relevância toxicológica dos efeitos do BPA em baixas doses, e os resultados não podem ser usados para definir a ingestão diária aceitável. Embora alguns estudos sugiram efeitos adversos reprodutíveis do BPA em doses baixas, a EFSA não considera esses efeitos como consistentes.

## Efeitos ambientais

### Distribuição e degradação
O BPA tem sido detectado no meio ambiente natural desde a década de 1990, e agora já está amplamente distribuído pelo globo. É um poluente principalmente de águas doces superficiais, mas também tem sido encontrado no ambiente marinho, nos solos e, em níveis mais baixos, na atmosfera. A solubilidade do BPA na água é baixa (~ 300 g/ tonelada de água), no entanto, isso já possibilita a distribuição do composto no meio ambiente. Boa parte da poluição por BPA acontece através da água, particularmente através das águas residuais de indústrias que utilizam BPA. A reciclagem de papel, quando inclui o papel térmico, pode ser uma importante fonte de liberação do composto no meio ambiente. A lixiviação do BPA em materiais de PVC e de aterros sanitários também podem ser fontes significativas.
Em todos esses casos, o tratamento de águas residuais pode ser altamente eficaz na remoção de BPA, reduzindo em até 91-98% a concentração do composto. Independente disso, os 2-9% restantes continuarão a ser liberados no meio ambiente, sendo que baixos níveis de BPA comumente observados em águas superficiais e sedimentos nos EUA e na Europa.
Uma vez no meio ambiente, o BPA é biodegradado através de processos aeróbicos por uma grande variedade de organismos. Sua meia-vida em água foi estimada entre 4,5 e 15 dias. A degradação no ar é mais rápida do que na água, enquanto no solo é mais lenta. O BPA em sedimentos degrada-se ainda mais lentamente, particularmente onde este processo é anaeróbico. A degradação abiótica já foi reportada, mas geralmente é mais lenta que a biodegradação. Os mecanismos de degradação abiótica incluem a foto-oxidação e reações com minerais, tais como o goethita, que podem estar presente no solo ou em sedimentos.

### Impactos à vida selvagem
O BPA é um contaminante emergente preocupante. Apesar de não apresentar uma elevada bioacumulação e sua meia-vida ser curta, a liberação do BPA no ambiente expõe continuamente a plantas e animais ao composto. Embora muitos estudos tenham sido realizados, estes geralmente se concentram em uma gama limitada de organismos modelo e podem usar concentrações de BPA muito maiores que os níveis comumente encontrados no meio ambiente. Dessa forma, os efeitos precisos do BPA no crescimento, reprodução e desenvolvimento do organismo aquático não são totalmente compreendidos. Independentemente disso, os dados existentes mostram que os efeitos do BPA na vida selvagem geralmente são negativos. O BPA parece ser capaz de afetar o desenvolvimento e a reprodução em uma ampla gama de animais selvagens, com certas espécies sendo particularmente sensíveis, como invertebrados e anfíbios.

## Regulação do uso de BPA
O bisfenol A é uma substância proibida em vários países, incluindo Canadá, Dinamarca e Costa Rica, além de alguns estados norte-americanos. No Brasil, o BPA era utilizado na produção de garrafas plásticas, mamadeiras, copos para bebês e vários outros produtos de plástico. Em 2011, a fabricação de mamadeiras com BPA foi proibida no país, e projetos de lei visando a proibição parcial da substância em produtos voltados para o público infantil estavam em tramitação no Congresso Nacional.
Outros países também têm adotado medidas para restringir o uso do BPA. Em 2011, a Comissão Europeia proibiu a produção, venda e importação de mamadeiras com BPA para a União Europeia, e a China propôs a proibição do BPA em qualquer tipo de recipiente concebido para conter alimentos ou bebidas para crianças.
Embora órgãos reguladores como a FDA (EUA) e a ANVISA (Brasil) tenham determinado níveis seguros para seres humanos, novos estudos científicos têm levantado questionamentos e revisões sobre esses níveis. Os anos iniciais do desenvolvimento humano parecem ser o período de maior sensibilidade aos efeitos do BPA. Em 2011, um estudo conduzido pelo Comitê de Aconselhamento da Sociedade Alemã de Toxicologia concluiu que, de acordo com os dados atualmente disponíveis, a exposição ao BPA não representa riscos para a saúde humana, incluindo recém-nascidos e bebês.

## Recomendações aos pais
De acordo com artigo publicado na Veja a recomendação para os pais é que "Se puder, substitua mamadeiras, copos, pratos e recipientes para guardar alimentos de plástico por aqueles que que sejam feitos de vidro, madeira, porcelana, aço ou metal. Ao comprar qualquer produto, especialmente para crianças, busque informações nos rótulos das embalagens, como o selo bisfenol free, os números 3 e 7 no símbolo da reciclagem ou uma certificação de órgãos como o Inmetro e a Anvisa. Não compre brinquedos ou qualquer tipo de produto que sejam de má qualidade, principalmente para crianças pequenas. Se tiver em casa utensílios de cozinha de plástico, evite colocá-los no microondas ou mesmo congelar alimentos nesses recipientes. Produtos de plástico velhos, danificados ou vencidos devem ser jogados no lixo".

## Estudos relevantes
Um estudo prospectivo de coorte foi realizado para avaliar o impacto das exposições ao BPA durante a gestação e a infância no comportamento e na função executiva em crianças de 3 anos de idade, e se o gênero da criança modifica essas associações. O estudo constatou que a exposição ao BPA durante a gestação afetou os domínios comportamentais e de regulação emocional, especialmente em meninas. Porém, as associações entre exposição ao BPA na infância e neurocomportamento foram em grande parte nulas e não modificadas pelo gênero da criança. Os clínicos podem aconselhar os pacientes preocupados a reduzir a exposição a certos produtos de consumo, mas os benefícios dessas reduções são incertos.
Um estudo semelhante examinou se a exposição neonatal ao BPA pode afetar a expressão dos receptores de estrogênio β (ERβ) em áreas específicas do cérebro em ratos, o que pode levar a mudanças no comportamento sociosexual em animais adultos. Os resultados indicaram que a exposição ao BPA durante os primeiros dias de vida resultou em mudanças na expressão do ERβ em áreas do cérebro críticas para o comportamento sociosexual, sendo que tais mudanças foram específicas de acordo com a região do cérebro e o sexo. Além disso, a exposição ao estradiol benzoato também causou redução na expressão do ERβ em áreas cerebrais femininas e masculinas. Esses resultados sugerem que a exposição ao BPA e outros disruptores endócrinos durante o período neonatal pode afetar o desenvolvimento sexual do cérebro e ter implicações no comportamento sociosexual em animais adultos.
No artigo A ameaça dos disruptores endócrinos, de José Santamarta, o autor resgata aspectos centrais das pesquisas já realizadas para alertar a todos nós que estamos sendo vítimas de certas substâncias químicas que, por diferentes mecanismos, estão afetando especialmente os processos reprodutivos de aves e mamíferos. Tais substâncias, agindo no sistema endócrino, inclusive dos seres humanos, podem colocar em risco nossa sobrevivência como espécie. Os chamados disruptores endócrinos (ou burladores, fraudadores) não são venenos clássicos, eles interferem no sistema hormonal, sabotando as comunicações e alterando os mensageiros químicos que se movem, permanentemente, dentro do nosso corpo. Como resultado, estamos sujeitos a um conjunto de efeitos maléficos à saúde, o que inclui anormalidades sexuais em crianças e adultos, homens e mulheres. Nos homens, pesquisas mostram a redução drástica do número de espermatozoides no sêmen.[ligação inativa]
Um artigo de revisão descreve abordagens atuais e novas para os mecanismos patogênicos da SOP e o papel potencial do bisfenol A como disruptor endócrino. Observações sugerem níveis mais elevados de BPA em fluidos biológicos de mulheres com SOP e seu papel na patogênese do hiperandrogenismo e da hiperglicemia. Parece que a exposição da mãe ao BPA durante a gravidez também pode levar ao desenvolvimento de SOP na prole feminina.
Outra revisão constata que estudos mostraram uma correlação positiva entre BPA e andrógenos, sendo que mulheres com SOP apresentam níveis mais elevados de testosterona do que mulheres saudáveis, o que pode levar a um aumento dos níveis de BPA. Por outro lado, o BPA pode aumentar diretamente os níveis de testosterona por meio de duas vias potenciais: inibindo a atividade de duas hidroxilases diferentes da testosterona, levando a uma diminuição do catabolismo da testosterona e consequentemente um aumento da sua concentração, ou atuando como um ligante potente da globulina de ligação aos hormônios sexuais no fígado, deslocando os andrógenos dos sítios de ligação da globulina e aumentando a concentração de andrógenos livres circulantes. Além disso, o BPA está fortemente associado à resistência à insulina, o que pode levar ao desenvolvimento de diabetes tipo 2 em mulheres com SOP.